# Helius longirostris
Helius longirostris là một loài ruồi trong họ Limoniidae. Chúng phân bố ở miền Cổ bắc.